# Гейро, Людмила Семёновна
Людми́ла Семёновна Гейро (4 августа 1941 года — 24 октября 2021 года) — советский и российский литературовед, текстолог, исследовательница творчества И. А. Гончарова. Кандидат филологических наук (1981).

## Биография
Племянница Абрама Борисовича Гейро. Отец — Семён Борисович Гейро (Симон Беркович Гейро; 2 декабря 1905, Елизаветград — 5 ноября 1965), гематолог, подполковник медицинской службы, доцент, автор около 20 научных работ. Окончил Военно-медицинскую академию имени С. М. Кирова в 1934 году, служил в войсках, с 1936 года — адъюнкт кафедры терапии ВМА. Участник Советско-финляндской войны. В 1940—1942 годах – преподаватель ВМА. В последующем был армейским терапевтом на Западном и 3-м Белорусском фронтах. Затем служил на той же должности на 1-й Дальневосточном фронте. Руководил терапевтами армий в Смоленской, Белорусской, Харбино-Гиринской и других операциях. После войны – на лечебной и преподавательской работе. В 1952—1953 годах преследовался по «делу врачей», оправдан. Уволен из вооружённых сил в 1954 году. Награжден орденами и медалями.
С отличием закончила отделение русского языка и литературы филологического факультета ЛГУ, дипломная работа — «И. А. Гончаров после „Обрыва“».
В 1966—1994 годах работала в редакции «Библиотеки поэта» (издательство «Советский писатель»). Подготовила к печати издания сочинений Грибоедова, Д. Давыдова, А. Хомякова, А. Майкова, И. Анненского, Вяч. Иванова, Н. Гумилёва, М. Кузмина, О. Мандельштама и других поэтов, антологии «Русская историческая песня», «Поэты „Искры“», «Армянские поэты нового времени», «Поэты Латвии» и др. В 1987 году вышел составленный ею аннотированный библиографический указатель «Библиотеки поэта» за 1933—1986 годы.
В 1981 году защитила кандидатскую диссертацию «Творческая история романа И. А. Гончарова „Обрыв“». С 1985 года преподаёт в ЛГУ — СПбГУ на кафедре истории русской литературы.
Уйдя из «Библиотеки поэта», несколько лет работала в Отделе пушкиноведения Института русской литературы (Пушкинский Дом) РАН. В 1998—2002 годах — в научно-методологическом отделе Российской национальной библиотеки. Много лет преподавала текстологию и палеографию на кафедре русской литературы в Санкт-Петербургском государственном университете и на кафедре музееведения в Санкт-Петербургском государственном институте культуры.
В 2015 году получила Международную литературную премию имени И. А. Гончарова в номинации «Наследие И. А. Гончарова: исследование и просветительство» за «вклад в исследование жизни и творчества писателя, публикацию и популяризацию его произведений».

## Научная деятельность
Основная область интересов — творчество И. А. Гончарова. Написала более 20 статей, ввела в научный оборот ряд рукописных материалов, связанных с жизнью и творчеством писателя. Участвовала в собрании сочинений Гончарова в восьми томах (1977—1980), готовила пятый и шестой тома (роман «Обрыв»). Для серии «Литературные памятники» подготовила издание романа «Обломов» (1987). Приняла в участие в работе Гончаровской группы ИРЛИ при подготовке Полного собрания сочинений и писем Гончарова в двадцати томах.
В томе «И. А. Гончаров. Новые материалы и исследования» (Литературное наследство. М., 2000. Т. 102) опубликовала фундаментальное исследование «„Сообразно времени и обстоятельствам…“: (Творческая история романа „Обрыв“)». Ею же написана статья об Гончарове в словаре «Русские писатели 1800—1917».
Входила в состав редколлегии первого тома нового академического Полного собрания сочинений А. С. Пушкина в двадцати томах.
«Она была авторитетным текстологом, в диалоге с нею работали В. Э. Вацуро и В. Д. Рак».

## Подготовленные издания
- Майков А. Н. Избранные произведения / Сост., подгот. текста и примеч. Л. С. Гейро. Вступ. статья Ф. Я. Приймы. — Л.: Сов. писатель. Ленингр. отд-ние, 1977. — 910 с., 5 л. ил. : факс. — (Библиотека поэта: Основана М. Горьким. Большая серия: 2-е изд.)
- Майков А. Н. Сочинения в двух томах / Автор вступительной статьи Ф. Я. Прийма; сост. Л. С. Гейро. — М.: Правда, 1984. — (Библиотека «Огонёк». Отечественная классика).
- Майков А. Н. Стихотворения и поэмы / [Сост., послесл., примеч. и слов. Л. С. Гейро; Худож. В. Б. Мартусевич]. — Л. : Лениздат, 1987. — 318 с. — (Б-ка молодого рабочего.)
- Гончаров И. А. Собрание сочинений: В 8 т. / [Под общ. ред. С. И. Машинского и др.; Вступ. статья К. Тюнькина; Подгот. текста и коммент. Е. Краснощековой]. — М.: Худож. лит. — Т. 5: Обрыв: Роман в 5 ч. : Ч. 1 и 2 / [Коммент. Л. С. Гейро]. 1979. 383 с. — Т. 6. Обрыв : Роман в 5-ти ч.: Ч. 3-5; Статьи об Обрыве / [Подгот. текста и коммент. Л. С. Гейро]. 1980. 516 с.
- Гончаров И. А. Обрыв: Роман / [Вступит. статья П. Николаева]. — М.: Худож. лит., 1980. — 718 с.: 17 л. цв. ил.
- Гончаров И. А. Сочинения: в 4 т. / [Общая редакция и вступительная статья К. И. Тюнькина; примечания Н. Н. Юргеневой; иллюстрации Ю. С. Гершковича]. — М.: Правда, 1981. — Т. 3, ч. 1-2: Обрыв: роман : в 5 ч. / [примечания Л. С. Гейро; иллюстрации Н. И. Витинга]. 1981. 383 с. — Т. 4, ч. 3-5: Обрыв : роман : в 5 ч. / [примечания Е. А. Краснощековой, Л. С. Гейро; иллюстрации Н. И. Витинга]. 1981. 447 с., [4] л.
- Гончаров И. А. Обрыв: Роман / [Вступит. статья П. Николаева]. — М. : Современник, 1982. — 788 с. : ил.; 20 см. — (Классич. б-ка «Современника»).
- Гончаров И. А. Обрыв: Роман в 6-ти ч. / [Примеч. Л. Гейро]. — М. : Сов. Россия, 1984. — 734 с.; 20 см.
- Гончаров И. А. Обломов: Роман в 4 ч. / Изд. подгот. Л. С. Гейро; [АН СССР]. — Л. : Наука. Ленингр. отд-ние, 1987. — 694, [2] с., [1] л. портр.; 22 см. — (Литературные памятники).
- Гончаров И. А. Избранные сочинения / [Сост., подгот. текста, вступ. ст., примеч. Л. С. Гейро; Редкол.: Беленький Г. И., Николаев П. А.]. — М. : Худож. лит., 1990. — 573,[2] с., [8] л. ил.; 22 см. — (Б-ка учителя).; ISBN 5-280-01016-2